# Poklicni rolkar
Poklicni rolkar ali profesionalni rolkar je rolkar, ki se z rolkanjem ukvarja poklicno. Poklicne rolkarje sponzorirajo rolkarska podjetja, od katerih prejema plačo, zastonj izdelke in delež prodaje njegovih modelov izdelkov. Od amaterskih rolkarjev jih dandanes ločijo le še lastni modeli izdelkov in višja plača.
Čeprav v tem poklicu prevadujejo moški, obstajajo tudi podjetja, namenjena samo ženskam (in s tem tudi sponzoriranju žensk) oziroma primeri, ko podjetja sponozorirajo tudi ženske. Prva poklicna rolkarka je bila Elissa Steamer.

## Oblike dela
Poklicni rolkarji nimajo poleg te službe nobene druge, kar pa je bilo pogosto pred letom 2000. Število sponzorjev poklicnega rolkarja je neomejeno, vendar vsak predstavlja le enega sponzorja za rolkarske deske, športne copate itd. To pa ne vpliva na velikost njihove plače, ki dosega tudi 2500$ ali več.
Kot sponzorirani rolkar mora le-ta podjetju prispevati posnetke, če se odločijo, da bodo posneli rolkarski film. Pogosto se rolkarji udeležujejo demonstracij (ang.: demo), ki so večinoma del daljših turnej ekipe, na katerih tudi snemajo za filmske projekte sponzorja. Ta potovanja so za rolkarje popolnoma brezplačna, kar mnogi rolkarji večkrat navajajo kot najboljši del tega poklica. Mnogokrat je del demonstracij tudi večurno deljenje avtogramov.
Rolkaski filmi so zelo pomemben del kariere poklicnega rolkarja, saj je to glavni vir spoštovanja in promocije, tako rolkarja, kot njegovih sponzorjev.
Tekmovanja za poklicne rolkarje niso obvezna in tudi zato obstaja veliko rolkarjev, ki se jih nikoli ne udeležijo.
Slaba stran poklicnega rolkanja je, da se moraš nenehno izpopolnjevati in snemati vedno težje trike. Pri tem velik de pritiska povzročajo sponzorji, ki lahko v mnogih primerih prekinejo pogodbo z rolkarjem, kadar sami tako želijo. Rolkanje vsakodnevno povzroča velike pritiske na telo in kosti, kar postane z leti bolj moteče. Zato nekateri rolkarji uporabljajo tablete proti bolečinam, večkrat pa se zgodi, da rolkarji rolkajo tudi s srednje resnimi poškodbami (npr. zlom roke, rahlo zvit gleženj).
Za mnoge starešje poklicne rolkarje je že značilo načtovanje kariere, preračunavanje rizika in posvetovanje s sponzorji. Vse to veliko pripomore v primeru poškodbe, ker jo lahko tako delno prikrijejo. Jamie Thomas, ki je poklicni rolkar že od začetka devetdesetih, ima vedno shranjenih od 25 do 50 slik, ki mu zadoščajo, da ohranja svojo prisotnost v medijih tudi takrat, ko je poškodovan.

## Upokojitev
Slabost poklicnega rolkanja je tudi, da človek ne more (poklicno) rolkati do takih starosti, kot jih dosegajo »normalni« delavci. Trenutno so najstarejši poklicni rolkarji stari okoli 40 let (približno toliko je staro tudi rolkanje samo), npr. Tony Hawk in Rodney Mullen.
Konec kariere lahko za rolkarja pomeni hujša poškodba (npr. zlom), vendar se jih večina vrne, med tem časom pa jih finančo še vedno podpirajo sponzorji. Nekateri se po hujših poškodbah umaknejo iz poklicnega rolkanja, a še vedno rolkajo rekreativno in/ali dobijo službo v rolkarski industriji.
Po tem, ko se umaknejo iz aktivnega rolkanja, mnogo rolkarjev pridobi »status legende« in večkrat obdržijo po en model (grafike) pri firmi, ki pa je ne menjujejo tako pogosto, kot drugi (aktivni). Nekatera podjetja imajo tudi po cele ekipe »legend«, ki jih je mogoče tržiti zaradi njihove zapuščine rolkanju in »nesmrtne« popularnosti.
Po letu 2000 so nekateri »upokojeni« rolkarji skupaj s svojimi sponzorji obudili tudi stare oblike rolk (ne pa le grafike) za stare nostalgike, ki jih današnje rolkanje zelo ne privlači. Temu so sledili tudi poligoni za rolkanje, ki so začeli vključevati tudi kopije starejših objektov.